# 士東路
士東路（通用漢語：ShiDong Rd.，威妥瑪拼音：Shihtung Rd.），為臺灣臺北市天母地區的東西向幹道，全線位於士林區境內，泊油路面銑鋪。自從1977年之臺北市街道圖即存在至今。西起於中山北路六段路口，向東行經忠誠路二段，並連接東山路（台北市）。道路兩側多為內政部營建署城鄉發展分署所劃定之第三種住宅區，此外也有綠地用地、國小用地、停車場用地、變電所用地、體育場用地、機關用地、大學用地、自來水用地、電路鐵塔用地和保護區。

## 歷史、沿途地標及設施
1977年之臺北市街道圖創建時，除了中山北路兩旁之士東路（當時稱中十六路）有設施之外，其餘路段（當時稱芝東路一、二段，以芝玉路為界）兩側皆為寬廣的農田。而在1999年，忠誠路以東之道路修車廠之聚集地，17年之中過了一段轉型期，而現在慢慢形成一條文創街區，有各式各樣的商店。雖現今農田不復存，但是成為重要的遊憩區及公家機關。
- 蘭興一號公園（道路起點）
- 全聯福利中心 士東店
- 臺北市士林區士東國民小學（實際地址於中山北路六段）

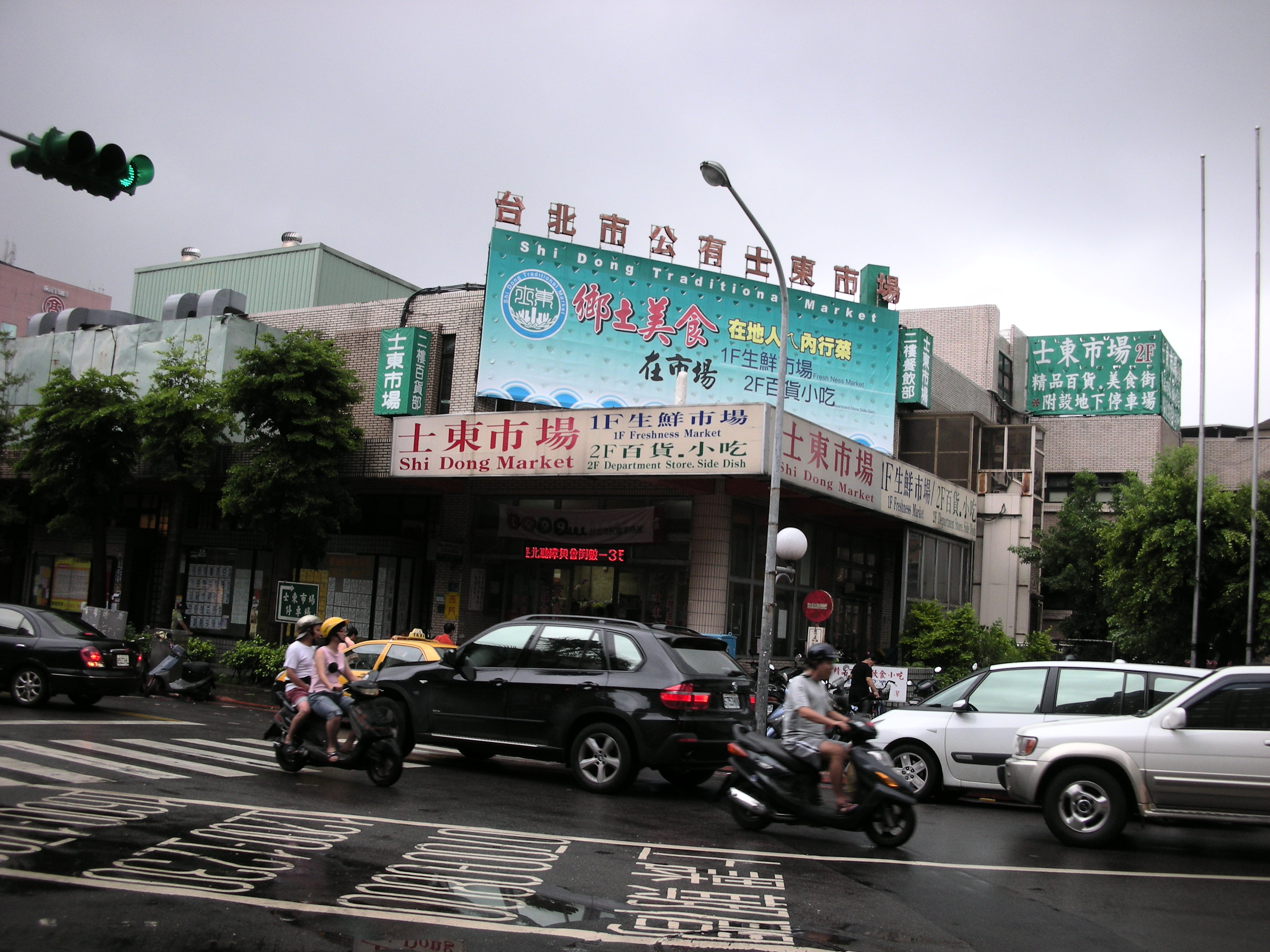
士東市場一號門口

- 7-ELEVEN 士東門市
- 忠義幼稚園（51巷）
- 士東市場士東市場一號門口
- 聯邦商業銀行 士東分行（91巷）
- 美廉社士林士東店（91巷）
- 星巴克 忠誠門市
- 大葉高島屋百貨公司（實際地址於忠誠路二段）
- 天母運動公園（實際地址於忠誠路二段）
- 天母棒球場（實際地址於忠誠路二段）
- 臺灣士林地方法院
- 臺灣士林地方檢察署
- 臺北市士林區公所三玉里辦公處（200巷）
- OK便利商店 士林芝東店（200巷）
- 北市大天母詩欣館（實際地址於忠誠路二段）
- 中華郵政 士林芝山郵局（286巷）
- 7-ELEVEN 德芝門市（266巷5弄）
- 臺北市職能發展學院（道路終點）
- 中興巴士天母調度站（353巷）

（註：未標註巷弄則位於道路上）

## 里界
因士東路為天母地區的東西向主要幹道，故常被當作地理區劃的分界線。
| 北 | 天祿里 | 天祿里             | 天祿里 | 忠誠路二段 | 三玉里 | 三玉里         | 三玉里 | 三玉里      | 東山路 | 東山里 | 北 |
| 西 | 士東路 | 士東路             | 士東路 | 士東路     | 士東路 | 士東路         | 士東路 | 士東路      | 士東路 | 士東路 | 東 |
| 南 | 蘭雅里 | 忠誠路二段40巷14弄 | 三玉里 | 忠誠路二段 | 三玉里 | 芝玉路二段61巷 | 芝山里 | 士東路286巷 | 東山里 | 東山里 | 南 |

### 段籍
由中山北路六段至忠誠路以北分三玉段三、二小段，以南分三玉段四小段。忠誠路至東山路部分則屬於三玉段一小段和芝蘭段一小段，以芝玉路分。

## 交通

### 公車
| 編號       | 路線起迄        | 本路段公車站牌                           | 經營業者 |
| ---------- | --------------- | ---------------------------------------- | -------- |
| 市民小巴11 | 捷運芝山站-天母 | 天母棒球場(士東)、士東路、職能發展學院一 | 光華巴士 |

### 公共自行車租借站
- Ubike蘭興公園站 (中山北路六段/士東路西北側)[5]
- Ubike臺北市立大學站(天母校區) (士東路276號至280號對面人行道)

## 資料來源
1. ↑  . 中央研究院人社中心地理資訊科學專題研究中心.   [2019-12-23]. （原始内容存档于2021-12-19）. 臺北市街道圖(1977)、臺北市行政區域圖(1983)
2. ↑  . 中華民國內政部營建署.   [2019-12-23]. （原始内容存档于2020-03-23）.
3. ↑  . 天母商圈 新聞.
4. ↑  中央研究院 地理資訊科學研究專題中心 段籍圖[NLSC] 開放資料
5. ↑  . wa.taipei.youbike.com.tw.   [2019-12-23]. （原始内容存档于2019-09-07）.